# Ctenosciaena gracilicirrhus
Ctenosciaena gracilicirrhus är en fiskart som först beskrevs av Metzelaar, 1919.  Ctenosciaena gracilicirrhus ingår i släktet Ctenosciaena och familjen havsgösfiskar. Inga underarter finns listade i Catalogue of Life.